# The Young Pope
The Young Pope är en italiensk dramaserie som hade premiär 21 oktober 2016. Samtliga tio avsnitt regisserades av Paolo Sorrentino.
Serien handlar om Lenny Belardo, en ung kardinal från New York som nyligen blivit vald till påve, med namnet Pius XIII. Han genomdriver ett antal radikala och kontroversiella förändringar, och hamnar följaktligen på kollisionskurs med Vatikanens etablissemang.
Serien var ursprungligen planerad som en fristående miniserie, men fick en uppföljare 2020: The New Pope.

## Rollista (i urval)
- Jude Law – påve Pius XIII
- Diane Keaton – syster Mary
- Silvio Orlando – kardinal Angelo Voiello